# فرانك كروتي
فرانك كروتي (بالإنجليزية: Francis Patrick Crotty)‏ هو مجدف وكيميائي نيوزيلندي، ولد في 11 أبريل 1938 في Foxton, New Zealand ‏ في نيوزيلندا، وتوفي في 18 ديسمبر 2016 في Taradale, New Zealand ‏ في نيوزيلندا.